# 卡拉切沃湖
55°40′20″N 30°50′28″E / 55.67222°N 30.84111°E
卡拉切沃湖（俄语：Карачево），是俄羅斯的湖泊，位於該國西北部，由普斯科夫州負責管轄，處於烏斯維亞特區，面積2.2平方公里，集水區面積56平方公里，平均水深2米，最大水深4米。